# Мельниченко Микола Олександрович
Микола Олександрович Мельниченко — солдат Збройних Сил України, учасник російсько-української війни, що загинув у ході російського вторгнення в Україну в 2022 році.

## Життєпис
Микола Мельниченко народився 8 січня 1999 року в селі Нова Чорнорудка (з 2020 року — Вчорайшенської сільської територіальної громади) Бердичівського району Житомирської області. З початком повномасштабного російського вторгнення в Україну був призваний першочергово по мобілізації. Військову службу ніс у складі 95-тої окремої десантно-штурмової бригади за контрактом. Загинув при виконанні військового обов'язку по захисту України. Про загибель опівночі 26 березня повідомила Житомирська обласна рада.

## Нагороди
- Орден «За мужність» III ступеня (2022, посмертно) — за особисту мужність і самовіддані дії, виявлені у захисті державного суверенітету та територіальної цілісності України, вірність військовій присязі[5].